# Until It Sleeps
 (novembre 2020).
Si vous disposez d'ouvrages ou d'articles de référence ou si vous connaissez des sites web de qualité traitant du thème abordé ici, merci de compléter l'article en donnant les références utiles à sa vérifiabilité et en les liant à la section « Notes et références ».
Singles de Metallica
Sad but True
(1992) Ain't My Bitch
(1996)
Until It Sleeps est la 4e chanson de l'album Load de Metallica. Elle a été écrite par James Hetfield et Lars Ulrich.
Cette chanson qui a connu un succès à la radio est la première de Metallica qui n'est pas du thrash metal et qui se rapproche du rock traditionnel. La chanson est également jouée avec l'accompagnement d'un orchestre dans S&M. Elle est leur premier single n°1 au US Mainstream Rock charts, ainsi que leur première et seule chanson à atteindre la 10e place du Billboard Hot 100.
Une première demo de cette chanson était intitulée Fell on Black Days, parce qu'elle rappelait aux membres du groupe la chanson du même nom de Soundgarden.
Until It Sleeps a été le premier morceau au format MP3 diffusé sur l'IRC, le 10 août 1996.

## Classements hebdomadaires
| Classement (1996)                         | Meilleure position |
| ----------------------------------------- | ------------------ |
| Allemagne (GfK Entertainment)             | 15                 |
| Australie (ARIA)                          | 1                  |
| Autriche (Ö3 Austria Top 40)              | 12                 |
| Belgique (Flandre Ultratop 50 Singles)    | 8                  |
| Belgique (Wallonie Ultratop 50 Singles)   | 16                 |
| Canada (RPM Top Singles)                  | 5                  |
| États-Unis (Alternative Songs)            | 27                 |
| États-Unis (Billboard Hot 100)            | 10                 |
| États-Unis (Mainstream Rock Tracks chart) | 1                  |
| Finlande (Suomen virallinen lista)        | 1                  |
| France (SNEP)                             | 10                 |
| Irlande (IRMA)                            | 3                  |
| Norvège (VG-lista)                        | 2                  |
| Nouvelle-Zélande (RMNZ)                   | 11                 |
| Pays-Bas (Single Top 100)                 | 5                  |
| Royaume-Uni (UK Singles Chart)            | 5                  |
| Royaume-Uni (UK Rock Chart)               | 1                  |
| Suède (Sverigetopplistan)                 | 1                  |
| Suisse (Schweizer Hitparade)              | 22                 |